# Parroquia Madre María de San José
La Parroquia urbana Madre María de San José es una división-político administrativa venezolana, se encuentra ubicada en el Municipio Girardot, Estado Aragua; posee una población aproximada de 60 mil habitantes. La parroquia es parte del centro del municipio e incluye parte de la transitada e histórica Ave. Bolívar, la Avenida Las Delicias, el Hospital Central de Maracay y el Parque Zoológico Las Delicias. Junto con la parroquia Choroní es la zona de mayor superficie del municipio. El epónimo de la parroquia se obtiene por la beata María de San José Alvarado. 

## Demografía
La parroquia comprende algunas de las comunidades más privilegiadas de la ciudad, incluyendo los sectores desde el Hotel Maracay y la calle El Canal de la Cooperativa hasta la avenida Constitución, y desde la Catedral hasta San Jacinto, comprende: Urb. La Floresta, Urb. La Arboleda, Urb. El Bosque, Urb. La Soledad, Urb. Calicanto, Urb. San Isidro, El Casco Central Este, Urb. Parque Aragua, Urb. Base Aragua, Barrio Independencia, Barrio 11 de Abril, Barrio Los Olivos Nuevos, Barrio Los Olivos Viejos, Urb. San Jacinto, Barrio Belén, Barrio La Barraca, Barrio San Agustín, Urb. El Toro,Urb. La Placera. Urb. Los Jardines. ha sido una parroquia de encuentros desde europeos, colombianos, árabes, asiáticos u otros

## Organización comunitaria
Consejos comunales:

Consejo Comunal de San Isidro
www.sanisidro.org.ve
@vecsaciaidro
- Datos: Q3276220